# Стерна
Стерна (грч. Στέρνα) је насељено место у општини Паранести у периферији Источна Македонија и Тракија, Грчка. Према попису из 2021. године било је 15 становника.
Стерна је 1913. године имала 123 житеља Турака. Године 1923. турско становништво је принудно исељенo у Турску а на њихово место су насељене грчке избегличке породице, којих је на попису из 1928. године било 112. Село се раније звало Арпаџик.